# Mandat międzynarodowy
Mandat międzynarodowy – w prawie międzynarodowym termin mandat oznacza stan, w którym państwo ma obowiązek wykonywania wszystkich poleceń organizacji międzynarodowej. Organizacja ta ma mandat i może w dowolny sposób kierować polityką tego państwa. Po I wojnie światowej kolonie niemieckie i niektóre części Imperium Osmańskiego zostały objęte mandatami Ligi Narodów (jak Namibia i Palestyna). Miało to zapobiec rozszerzaniu na tych terytoriach kolonializmu. Liga Narodów, nie mając jednak władzy wykonawczej, powierzała mandaty swoim członkom (głównie mocarstwom Francji i Wielkiej Brytanii), co różniło się od poprzedniej, przedwojennej sytuacji jedynie zmianą nazwy stosunku zależności. Porównaj: protektorat.